# Крезубост
Крезубост (енгл. partial edentulism) представља синдром који карактерише недостатак једног или више сталних зуба горње или доње вилице. Узроци крезубости су различити: обољења зуба (каријес), обољења њиховог потпорног апарата (пародонтопатије), обољења виличне кости или других ткива усне дупље, повреде, поремећаји у развоју (анодонција) итд. Ова појава је данас веома распростањена код особа свих животних доби.
Недостатак зуба доводи до низа последица: померања зуба у припадајућем зубном низу, издизања („испливавања“) зуба супротне вилице наспрам безубог поља, нагињања зуба, обртања око уздужне осовине, поремећаја међувиличних односа и сл. Ово касније узрокује болове у виличном зглобу, ствара проблеме при жвакању и говору, доводи до већег коришћења преосталих зуба и њиховог бржег трошења, ствара естетске недостаке и друге сличне проблеме.
Решавањем проблема крезубости се најчешће бави стоматолошка протетика и ту сврху се израђују различите надокнаде.

## Облици крезубости
У зависности од распореда безубих поља и преосталих зуба одговарајућег зубног низа, постоји неколико основних облика крезубости: 
- прекинути зубни низ (када је безубо поље са обе стране ограничено зубима),
- скраћени зубни низ (када се безубо поље налази на крају зубног низа и само са једне стране је ограничено зубима),
- вишеструко прекинути зубни низ (када се у зубном низу налази више одвојених безубих поља ограничених преосталим зубима) и
- комбинација прекинутог и скраћеног зубног низа.[2]

Субтотална или максимална крезубост је стање када је у вилици преостао веома мали број зуба (1-3), док се губитак свих зуба једне вилице означава као безубост (енгл. complete edentulism).

## Подела крезубости
Постоји велики број подела крезубости према различитим критеријумима. Данас се најчешће користе три класификације: према Кенедију, Вилду и Ајхнеру. Прве две су засноване на осносу зуба и безубих поља у оквиру исте вилице, а трећа прати ове односе узимајући у обзир истовремено горњу и доњу вилицу.
Кенеди класификује крезубост у четири класе:
- класа Кенеди I - обострано скраћени зубни низ;
- класа Кенеди II - једнострано скраћени зубни низ;
- класа Кенеди  - прекинут зубни низ у регији бочних зуба;
- класа Кенеди  - прекинут зубни низ у регији предњих зуба.

С обзиром да осим ових основних случајева постоји низ других специфичних случајева крезубости, свака од ових класа се даље може поделити на три групе (А, Б и Ц).
Према Вилду постоје три класе крезубости:
- класа Вилд I - прекинут зубни низ;
- класа Вилд II - једнострано или обострано скраћени зубни низ;
- класа Вилд III - комбинација прекинутог и скраћеног зубног низа.[2]

Код класификације према Ајхнеру се анализира однос безубих поља и преосталих зуба у обе вилице, а основни критеријум је контакт преткутњака и кутњака са десне и леве стране горње и доње вилице (четири зоне). Овде такође постоје три класе крезубости:
- класа А - када постоје очувани контакти антагонистичких зуба у све четири зоне без обзира на губитак појединих зуба:
  - група А1 - присутни су сви зуби у обе вилице, али су поједини зуби оштећени и захтевају реконтрукцију,
  - група А2 - у једној вилици су присутни сви зуби, а у другој постоји прекинут зубни низ,
  - група А3 - у обе вилице се јављају безуба поља;
- класа Б - када контакти антагонистичких зуба постоје само у једној, две или три зоне;
- класа Ц - када недостају контакти антагониста у све четири зоне.[2]

## Збрињавање
Постоји неколико начина збрињавања крезубости у стоматолошкој протетици. Избор начина лечења и врсте протетске надокнаде зависи од броја недостајућих зуба, распореда безубих поља, стања безубог гребена, односа антагониста, естетских затева, жеља и материјалних могућности пацијената.
Надокнаде могу бити фиксне и мобилне. У фиксне надокнаде за збрињавање крезубости спадају мостови и крунице, а у мобилне се убрајају парцијалне протезе (плочасте, скелетиране, валпласти и сл).
- Мост у процесу израде
- Завршен мост
- Златна круница
- Парцијална протеза